# Elmer Drew Merrill
Elmer Drew Merrill (15 d'octubre de 1876, East Auburn, Maine - 25 de febrer de 1956, Forest Hills, Massachusetts), fou un botànic nord-americà.
Es graduà a la Universitat de Maine, i allí va ser professor honorari. Va tenir cura de la col·lecció de prop d'un milió d'espècies i va publicar 500 tractats botànics. Va ser un dels taxonomistes més importants del món.
Va treballar pel Departament d'Agricultura dels Estats Units com a botànic a les Filipines, de 1902 a 1923. Estudià especialment la flora de l'orient d'Àsia, Filipines i el Pacífic.
Va ser professor de les universitats de Califòrnia (1923-1929), Columbia (1930-1935) i Harvard (1935 en endavant).

## Honors
Va ser membre de l'Acadèmia Nacional de Ciències dels Estats Units (1923); president de la Botanical Society of America (1934) i de la American Society of Plant Taxonomists (1946).

### Eponimia
Gèneres
- (Araliaceae) Merrilliopanax H.l.li[1]

- (Asclepiadaceae) Merrillanthus Chun & Tsiang[2]

- (Magnoliaceae) Elmerrillia Dandi[3]

- (Rutaceae) Merrillia Swingle[4]

Espècies
- (Acanthaceae) Semnostachya merrillii (C.B.Clarke) Bremek.[5]

- (Annonaceae) Neo-uvaria merrillii (C.B.Rob.) Chaowasku[6]

- (Arecaceae) Saribus merrillii (Becc.) Bacon & W.J.Baker[7]

- (Thelypteridaceae) Thelypteris merrillii (Christ) C.F.Reed[8]

## Publicacions
- A flora of Manila. 1912, Bureau of Printing
- An enumeration of Philippine flowering plants. 1922, Bureau of Printing
- A bibliographic enumeration of Bornean plants. 1924, Printed by Fraser & Neave, ltd.
- The botany of Cook's voyages and its unexpected significance in relation to anthropology, biogeography, and history. 1954, Chronica Botanica Co. (Waltham, Mass)